# Амбасада Републике Србије у Кијеву
Амбасада Републике Србије у Кијеву (укр. Посольство Республіки Сербія в Києві) је дипломатско представништво Републике Србије у Украјина. Налази се у улици Волоска 4, 04070 Кијев, Украјина. 
Тренутни српски амбасадор је Аца Јовановић.

## Историја дипломатских односа
Дипломатски односи на нивоу амбасада између Украјине и Савезна Република Југославија (СРЈ) су успостављени 15. априла 1994.